# Rivière de Sainte-Marie
Rivière de Sainte-Marie är ett vattendrag i Guadeloupe (Frankrike). Det ligger i den södra delen av Guadeloupe, 21 km nordost om huvudstaden Basse-Terre.